# 普利策音樂獎
普利策音樂獎（Pulitzer Prize for Music）是普利策獎的七個獎項之一，獎勵戲劇和音樂家。它源自1943年约瑟夫·普利策建立的一個獎學金，該獎每年頒發，只有1965年無人得獎。

## 批評
1974年普利策音樂獎得主唐納德·馬蒂諾說：“如果你寫的音樂足夠長，遲早有人會看你可憐並頒給你這該死的東西。它並不總是獎給年度最好的作品，而只是獎給之前沒得它的人”。2001年得主约翰·科里利亚诺也說這獎根本不是頒給對這世界有意義的作品，而是由作曲家互相頒發。2003年得主約翰·亞當斯說美國大多數的優秀音樂作品都被它忽略了。
1998年，作曲家和音樂評論家凯尔·甘恩說普利策音樂獎和其他頂級作曲獎的評委幾乎一直是冈瑟·舒勒、約瑟夫·施萬特納、雅克布·德魯克曼、乔治·波尔、约翰·哈比森、馬里奧·大衛朵夫斯基和伯纳德·兰德這七人。他說這些“上城區”的白人評委一貫以歐洲中心主義的審美來審作品，他們確定了過去二十年中美國音樂獎項的得主，而“下城區”的作曲家從來沒有份。

## 擴展閱讀
- Heinz Dietrich Fischer. . Peter Lang. 2010  [2019-11-04]. ISBN 978-3-631-59608-1. （原始内容存档于2020-08-19）.

## 外部連接
维基共享资源上的相關多媒體資源：普利策音樂獎